# Oronothrotes
Oronothrotes is een geslacht van rechtvleugeligen uit de familie Pamphagidae. De wetenschappelijke naam van dit geslacht is voor het eerst geldig gepubliceerd in 1951 door Mishchenko.

## Soorten
Het geslacht Oronothrotes  is monotypisch en omvat slechts de volgende soort:
- Oronothrotes furvus (Mishchenko, 1951)